# Szultáni szeráj

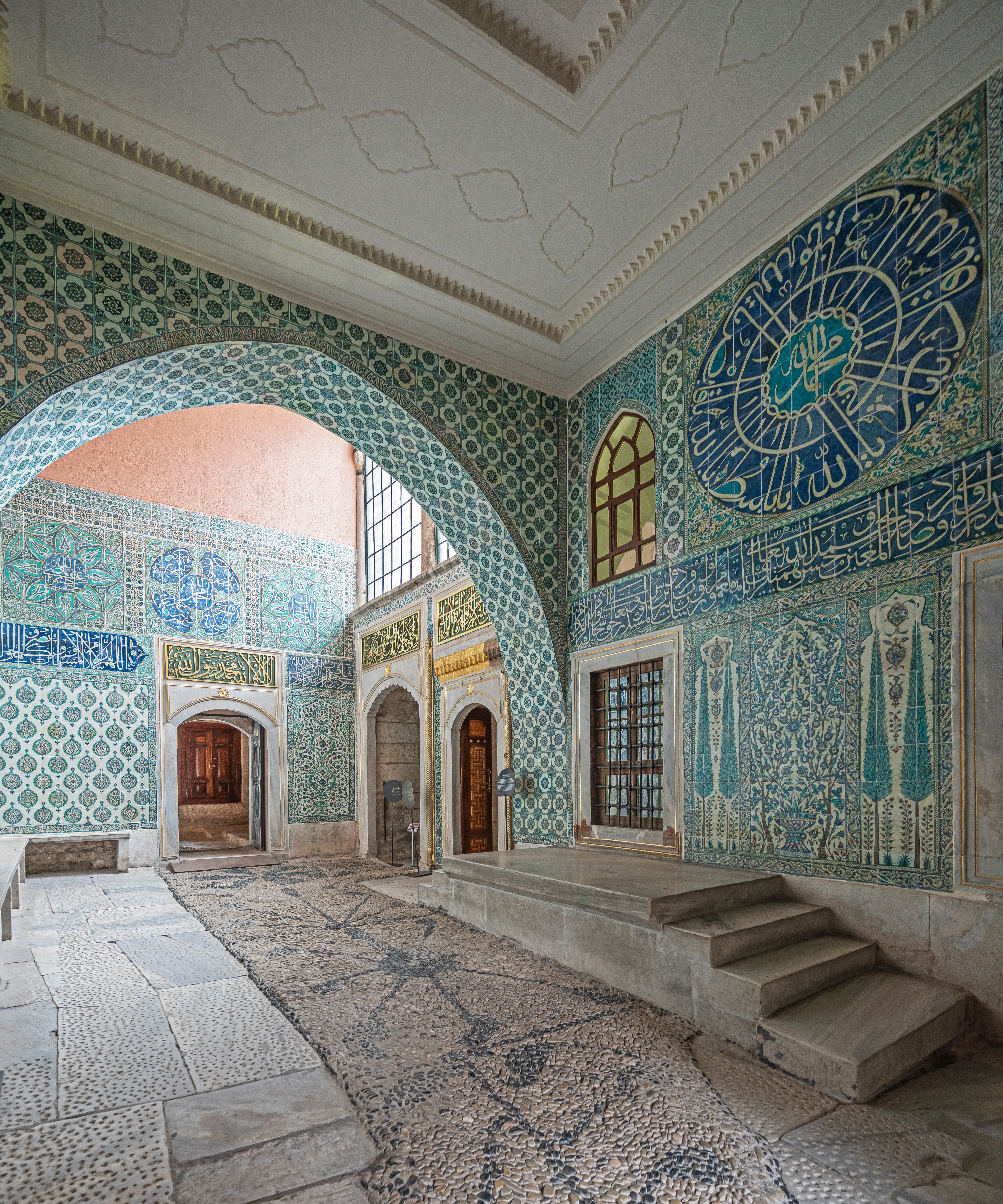
A Topkapi szeráj egyik terme

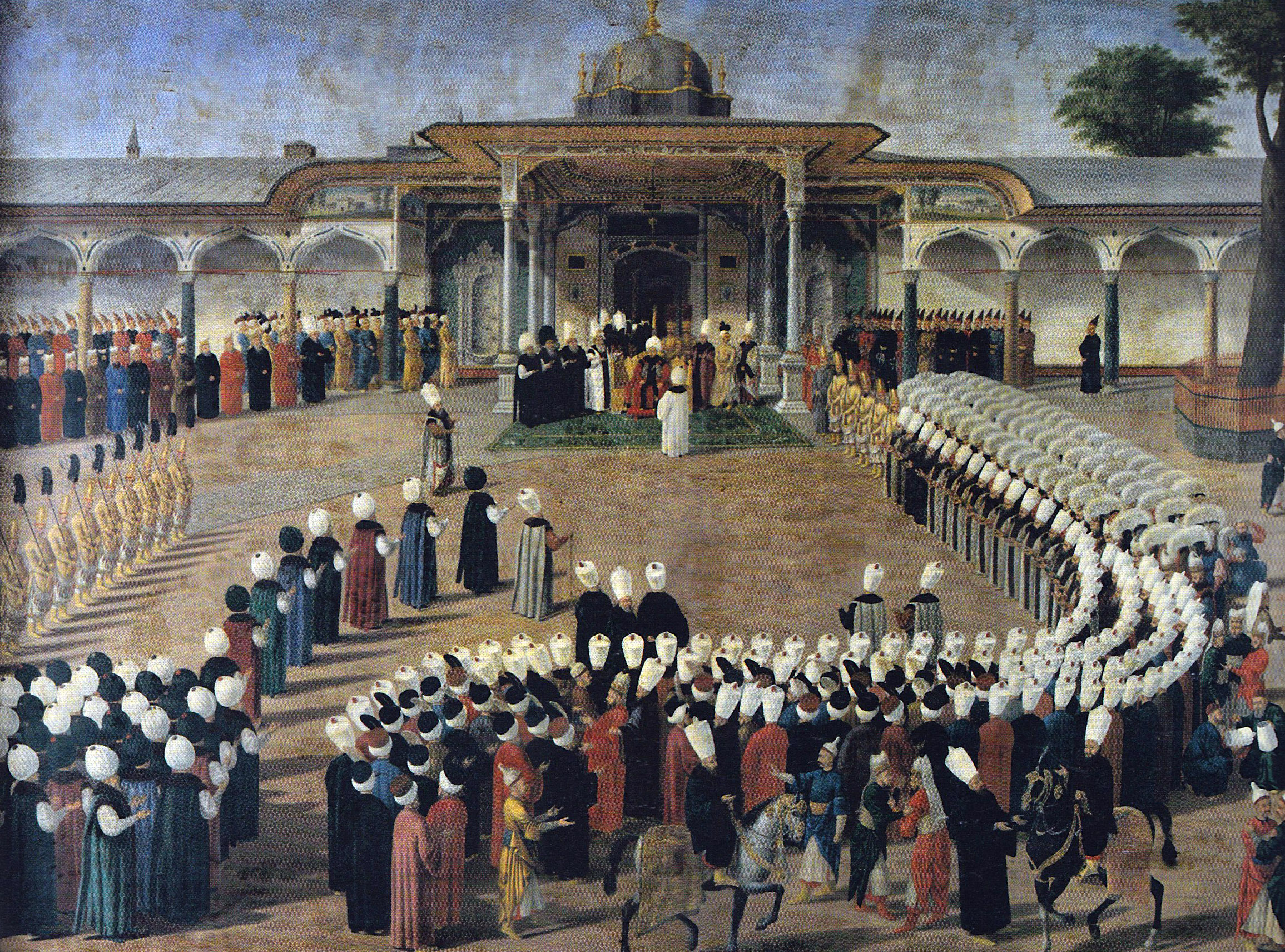
A szultán kihallgatást tart alattvalóinak

A szultáni szeráj az Oszmán Birodalom hatalmi és közigazgatási központja, az oszmán uralkodók udvara volt. A szeráj szűkebben vett kormányzati részének az elnevezése a török porta volt.
Az oszmán dinasztia korai időszakában Bursza, majd Edirne városában, az akkori fővárosokban működött, majd 1465 és 1853 között Isztambulban, a Topkapı palota volt a helyszíne. A szultáni szeráj, mint uralkodói udvar, az erősen központosított birodalomban évszázadokon át döntő szerepet játszott az államügyek vitelében. Az oszmán társadalom ázsiai típusú szerkezetének következtében összetétele erősen eltért a korabeli európai uralkodó udvarokétól. A szultán abszolút hatalma miatt az egész apparátus végletesen függött az ő személyes döntéseitől. Nem voltak olyan nagyurak, akik az európai feudális rendszerhez hasonlóan bizonyos önállósággal, elsősorban örökletes birtokaik révén saját hatalommal rendelkeztek volna. Még a szultán alatt lévő legmagasabb rangú vezetők is, mint a nagyvezír, az uralkodó rabszolgájának számítottak, akiket bármikor kivégeztethetett és helyébe mást állíthatott.
A szeráj abban is keleti jellegű volt, hogy a századok során nagy állandóságot mutatott. Belső szerkezete, szertartásrendszere az Oszmán Birodalom fénykorára, a 16. századra teljesen kialakult és a hanyatlás során is csak kis mértékben változott. Európai szemmel nézve ez a szerkezet a hierarchia túlhangsúlyozása mellett rendkívül bonyolult is volt: keveredtek a tényleges feladatokat ellátó funkciók a tisztán rituális jellegűekkel, az őrködés a futárszolgálattal, a kertészkedés az erkölcsrendészettel, a rendőrság, az igazságügy a diplomáciával – de a résztvevők számára mindez szigorú, átlátható rendként jelent meg.
Az állandóságot még az udvari divat is jelezte: míg az európai udvarokban rendszeresen megjelentek és érvényre jutottak új divatirányzatok, addig a törökök birodalmában – csakúgy, mint például a szomszédos Perzsiában – az előkelők viseletei évszázadokon át szinte változatlanok maradtak.

## Története
Az oszmán-törökök törzsi szálláshelye, Szöjüt után Bursza lett az első igazi uralkodói székhely. Később Edirne két szultáni szerájával, monumentális vallási épületeivel és kaszárnyáival már egy birodalmi központ lett. Végül az oszmán szultánok a bizánci császárok székvárosában találták meg végleges, méltó fővárosukat.  Bursza azonban továbbra is gazdasági, és Edirne pedig hadászati fontosságú központ, és az uralkodók egyik kedvenc tartózkodási helye maradt.
A szultánok első isztambuli palotája, a Régi Szeráj, a város közepén volt, egy bizánci kolostor romjain épült fel. Az oszmán uralkodó 1478-ban költözött át az új szerájba a város legszebb kilátású pontján, a Boszporusz és az Aranyszarv-öböl találkozásánál, ami aztán a Topkapi palota nevet kapta.

## A szeráj mint hatalmi központ szerkezete

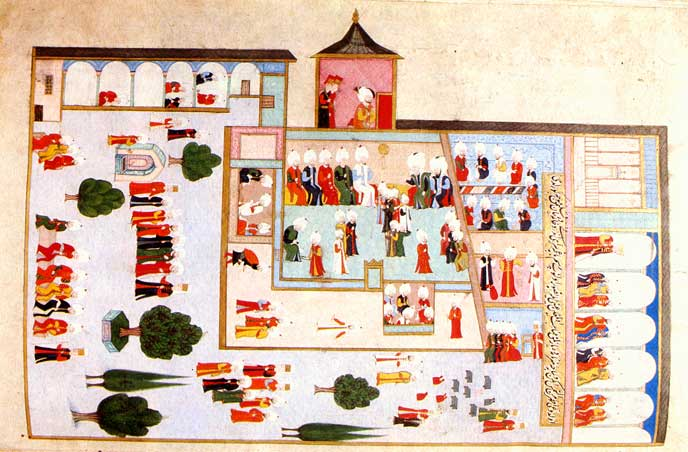
A díván épülete a Topkapı palota második udvarában, 1584. A szultán egy fülkéből, rács mögül hallgatja a tanácskozást (fent)

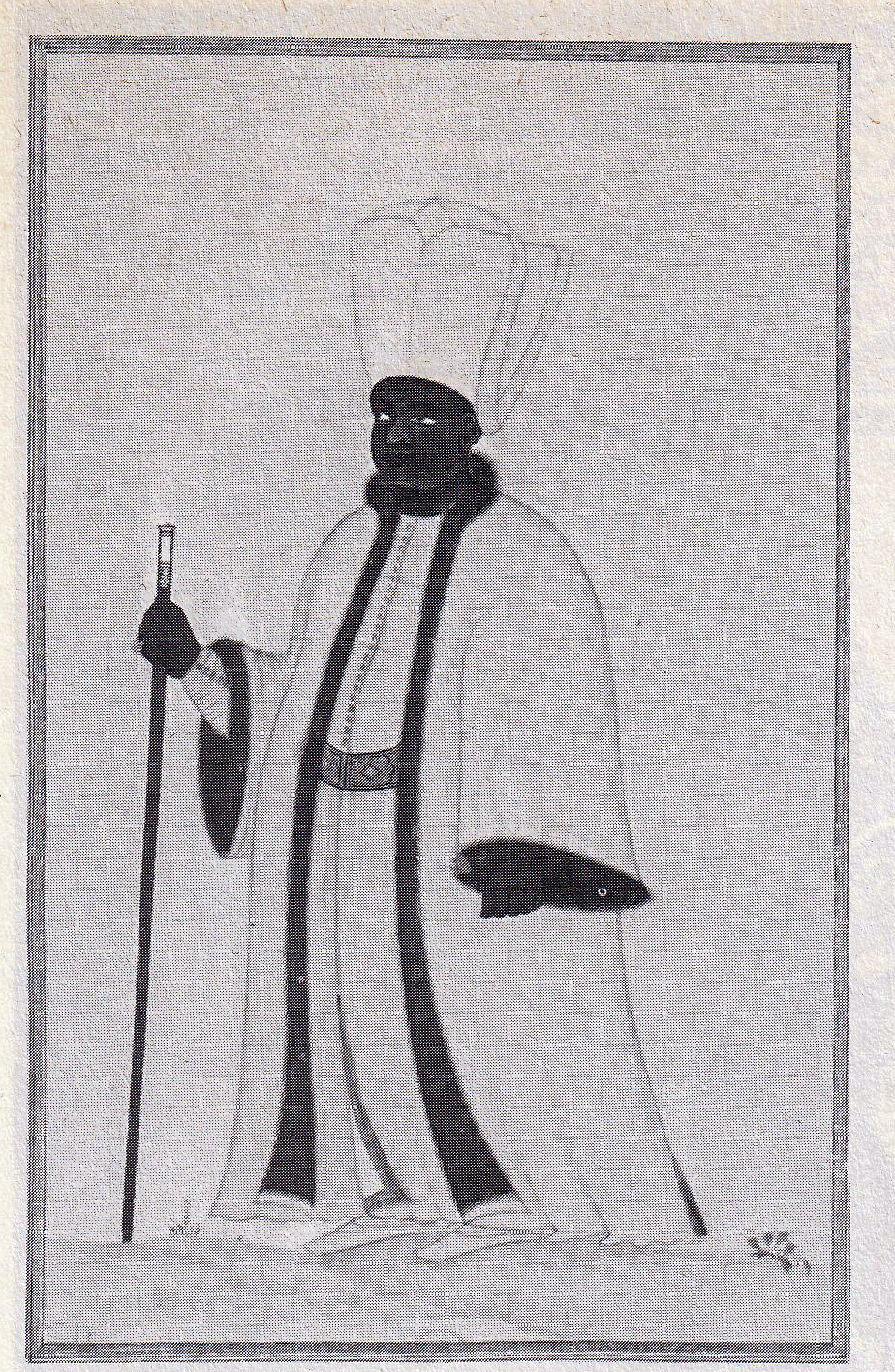
Kizlar agaszi, a fekete eunuchok főnöke

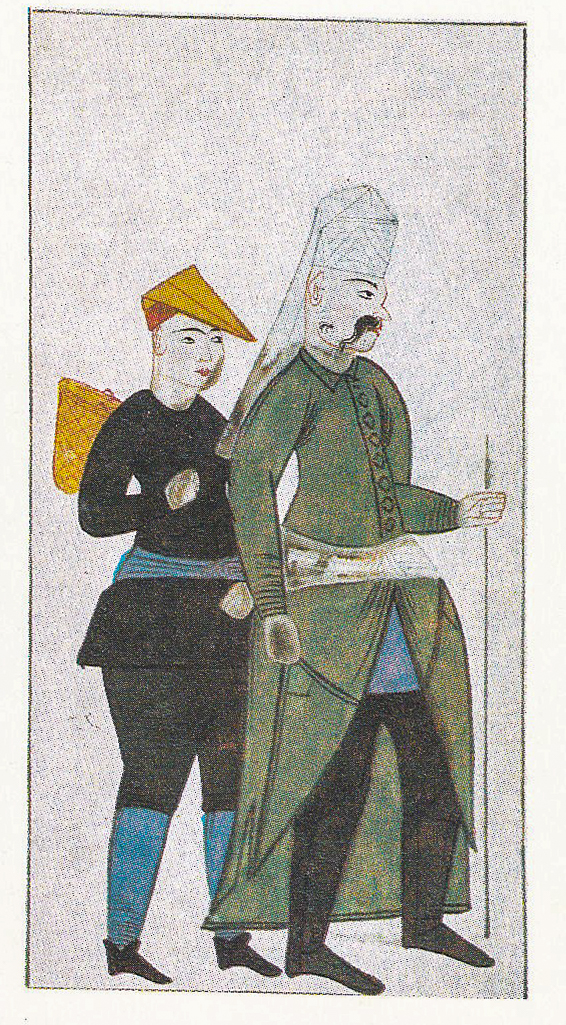
„Idegen fiú” (adzsemi oglan) a szolgájával

A palotaegyüttes középsó udvarában volt a szultáni tanács, a díván ülésterme egy 1525-ben emelt kupolás épületben. A 16. században hetente négy délelőtt ülésezett itt a díván. A napirenden először a külkapcsolati kérdések, majd a belső ügyek szerepeltek. Ez volt a legfelső bírói fórum is. Munkáját igazgatási szakértők és egy jól szervezett irattár segítette.
A díván eredetileg, Orhán oszmán szultán idején a díván legfeljebb négy tagból állt. Nagy Szulejmán korában a szultánon kívül tizenegy fő vett részt a munkájában. A legrangosabb a nagyvezír volt, őt három vezír követte. Az államkincstárt, a birtok- és pénzügyeket két defterdár kezelte, a jogi ügyekért a két kádiaszker felelt, a külügyek és az iratok kiállításának felelőse a kancellária vezetője, a nisándzsi volt. Tanácskozási joggal vett részt az üléseken a Balkán kormányzója, a ruméliai beglerbég, és a tengerészet parancsnoka, a kapudán pasa.
A díván tagjainak megszaporodás növekvő bürokrácia egyik jele volt. A 15. század második felére kiépült a centralizált államigazgatás, a korábbi törzsi elit helyébe új lépett, amely bürokratikus pontossággal intézte a birodalom ügyeit. Jellemző lett a túlzott centralizáció, mindent a központban intéztek, alig hagytak érdemi tennivalót a tartományi kormányzóknak.
A 16. század közepéig a szultánok aktívan részt vettek az államügyek irányításában, de a díván üléseinek tényleges vezetését már Hódító Mehmed idején átvették a nagyvezírek.
Nagy Szulejmán idejéig a szultánok erős kézzel irányították az udvart, az államügyeket és a hadjáratokat. Utódai azonban már többnyire csak a háremben nevelkedtek, elszakadtak a valóságtól, és uralkodóként sem foglalkoztak sem a közigazgatással, sem a hadakozással. A külső hódítás lehetőségei bezárultak, megindult a birodalom hanyatlása. Ez a szultáni szerájban azzal járt, hogy a korábbi feszes rendet az intrikák, belső harcok elburjánzása váltotta fel, ami aztán az egész birodalomban éreztette negatív hatásait. A túlzott központosítás megbosszulta magát, egy-egy tartományi vezető sem hozhatott önálló döntéseket, nem függetleníthette magát a az udvarban uralkodó zűrzavartól. Egy-egy erőskezű nagyvezír csak lassítani, időlegesen megállítani tudta ezt a folyamatot.
A szultánok utódlását a 14. századtól kegyetlen öröklési rend biztosította. Az új uralkodó hatalomra lépésekor, trónjának szilárdsága érdekében fiútestvéreit és féltestvéreit kivégezték. 1603-ban azonban egy tizennégy éves gyermek került a trónra, akinek még nem voltak gyermekei, ezért öccsét nem ölték meg, hanem bezárták a szeráj egyik zugába. Az eset precedenst teremtett, a szultáni hercegeket ezután többnyire élve hagyták a szeráj fogságában.
A szultáni szeráj, mint hatalmi központ szerkezetében is kedvezőtlen változások mentek végbe.  A vallási-jogi hierarchia feje a sejhüliszlám, rangban a két kádiaszker elé került, s így az amúgy is elerőtlenedő államvezetésre rátelepedett az iszlám konzervativizmus. A katonai kudarcoktól és a pénzhiánytól feldühödött katonaság is megzavarta időnként a szeráj életét. Vezetőik már nem
csak hódolni és zsoldjukat átvenni jelentek meg a kapukon belül, hanem követelőzni és gyilkolni is, ami egyes szultánok életébe is került. A hatalmi harcokba belépett a hárem is. A 17. századtól az anyaszultán (válide szultána), vagy az első feleség, a haszeki szultána és a többi rivalizáló feleség rendszeresen beavatkoztak az államügyekbe. Beköszöntött az korszak, amit a törökök az asszonyok szultánságának neveznek.
Nagy hatalmat szereztek az eunuchok is. Közülük fokozatosan a fekete (néger) eunuchok szereztek nagyobb hatalmat. Vezetőjük, a kizlar agaszi a 17. században a szultáni szeráj harmadik legbefolyásosabb embere lett a nagyvezír és a vallási vezető, a sejhüliszlám után. A fehér bőrű rabszolgákból lett eunuchok vagy fehér agák a Topkapi palotának a háremet is magába foglaló harmadik udvarának külső kapuit őrizték, vezetőjük a kapi agaszi volt.
A szultánt, a dívánt és a háremet mint fő hatalmi szereplőket mesteremberek hada, középrangú tisztségviselők és a palota számára létrehozott fegyveres alakulatok szolgálták ki, biztosították. A fővárosban néhány nagy manufaktúra kizárólag a hadsereg és a palota szükségleteire  termelt, de a szerájon belül is dolgozott egy csak ide tartozó, összesen mintegy 6000 fős kiszolgáló személyzet.
A kétkezi dolgozók fölött helyezkedett el az a szeráj-alkalmazotti gárda, amelyik a palota rendjére vigyázott, a kapuknál teljesített szolgálatot, kísérte a kérelmezőket, a vendégeket és a külföldi követeket, őrizte illetve parancsra kivégezte az államvezetés bukott nagyjait.
A kapidzsik, azaz kapuőrök a 16–17. században mintegy 2000-en voltak. A bosztándzsik eredetileg kertészek voltak, de ők eveztek a szultáni gályákon és feladataik közé tartozott a mulatságok erkölcseinek felügyelete is. A kertészek főnöke, a bosztándzsi basi a fővárosi rendészeti apparátus legönállóbb hatalmasságai közé tartozott. A csausok igazságügyi, ellenőrzési feladatokat láttak el, de vezetőik közül kerültek ki a szultánság külföldi követei is.
A szeráj bonyolult belső társadalmában a tényleges feladatokat ellátó személyzet mellett sok, csupán méltóságnövelő szerepet betöltő személy és funkció volt, főleg a szultán körül kialakult ceremóniarendszer részesei és végrehajtói.
A belső udvarok egyik fontos feladata volt a főleg a Balkánról a devsirme rendszer keretében összegyűjtött „idegen fiúk” (adzsemi oglan) nevelése. Ezeket a gondosan kiválasztott keresztény gyerekeket az oszmán államgépezet szolgálatára képezték ki. Számuk a 16. században 150 körül volt. Kezdetben elméleti oktatásban részesültek, majd valamelyik főméltóság mellé osztották be őket gyakorlati képzésre. Nevelésük végén a kor tudományaiban jártas, a szeráj belső szolgálataiban gyakorlott és szigorú katonai kiképzésben is részesült jelöltekként indulhattak el pályájukon, akár az államvezetés csúcsainak meghódítására is.
A legelőkelőbb fegyveres csoportokat a szultáni testőrség három része alkotta. A müteferrikák testületének mintegy 600 tagja jórészt állam vezetők fiai közül toborzódott, ők alkották a szultán díszkíséretét is. A janicsárok közül válogatták ki a szolakok 60–70 főnyi testőrcsapatát, amelyik a szerájon kívül mindig a szultán mellett lovagolt. A baltadzsik félezer fős egysége adta a
szultáni családtagok védelmét. Egy részük kívülről őrizte a háremet, ők aranyfonálból készült szemellenzőt viseltek. Ez azt jelképezte, hogy tilos bepillantaniuk azokba az épületekbe, amelyeket védtek.
A külső udvarokban hatalmas, zajos nyüzsgés uralkodott, viszont a legbelső udvarokban, a szultán személyes lakrészében szigorú, ünnepélyes csend honolt. Az ide beosztott rabszolgafiúk hallgatni tanultak meg először.